# 你需要冷靜一下
〈你需要冷靜一下〉（英語："You Need to Calm Down"）是美國創作歌手泰勒·斯威夫特的一首歌曲，於2019年6月14日由聯眾唱片，收錄於泰勒絲的第七張專輯《情人》，作為這張專輯的第二首主打歌曲。這首歌是由泰勒絲及喬爾·立特共同創作及共同製作。

## 宣傳
2019年6月13日，泰勒絲於Instagram開直播，宣布第七張專輯為《情人》，也宣布新單曲〈你需要冷靜一下〉及這首歌的歌詞錄影帶於2019年6月14日發行。

## 音樂錄影帶
這首歌的音樂錄影帶的導演為泰勒絲及德魯·吉爾希，並由泰勒絲及托德里克·霍爾執行製作，於2019年6月17日發行，於早安美國首映，首映完才在YouTube上映。這部音樂錄影帶邀請了許多藝人，其中還有一些是已承認為同性戀的藝人。在音樂錄影帶中，總共有8位異裝天后參與演出，她們皆打扮成知名女歌手。演員名單於下列。

### 音樂錄影帶製作團隊及演員
資料來源：YouTube

#### 製作團隊
- 泰勒·斯威夫特：導演、執行製作人
- 德魯·吉爾希：導演
- 托德里克·霍爾：執行製作人
- 塔拉·拉扎維：製作人
- 富利亞内·佩蒂基揚：製作人

#### 演員（依出現順序列表）
- 泰勒絲
- 德克斯特·梅菲爾德
- 漢娜·哈特
- 拉維恩·卡克斯
- 切斯特·洛克哈特
- 托德里克·霍爾
- 海莉·喜代子
- 傑西·泰勒·弗格森
- 賈斯汀·米基塔
- 席亞拉
- 粉雄救兵（安东尼·波罗夫斯基 / 谭·法兰斯 / 卡拉莫·布朗 / 鲍比·伯克 / 乔纳森·凡·奈斯）
- 亞當·里彭
- 亞當·藍伯特
- 艾倫·狄珍妮
- 比莉·波特
- 露波
- 凱蒂·佩芮
- 萊恩·雷諾斯
- 提亞娜 飾演 亞莉安娜·格蘭德
- 崔娜堤·泰勒 飾演 女神卡卡
- 戴爾塔·沃可 飾演 愛黛兒
- 崔娜堤·K·博內特 飾演 卡蒂B
- 潔德·朱莉 飾演 泰勒絲
- 萊莉·諾克斯 飾演 碧昂絲
- 阿多爾·德拉諾 飾演 凱蒂·佩芮
- 阿克莉亞·C·達文波特 飾演 妮姬·米娜

### 劇情概要
音樂錄影帶是在一個旅行拖車停車場拍攝。泰勒絲在旅行拖車內睡醒，旅行拖車內有掛一幅雪兒的名言：「媽，我就是那個有錢的男人。」（Mom, I am a Rich Man.）。泰勒絲把她的手機丟到床上，手機並著火導致整個旅行拖車都失火，她走向游泳池圈，並忽略她的旅行拖車著火。接著攝影機切換到旅行拖車停車場的其他地方，包括拍攝到德克斯特·梅菲爾德在跳舞，漢娜·哈特使用戶外音響舉重，拉維恩·卡克斯在為她的塑膠紅鶴澆花及問候切斯特·洛克哈特，切斯特並昏倒。
接下來畫面切換到泰勒絲及托德里克·霍爾，並穿插海莉‧喜代子在射箭並正中中心「5」，之後反同性戀的抗議者用口號舉著標語牌，席亞拉主持並見證傑西‧泰勒‧弗洛森及賈斯汀·米基塔的婚禮，亞當‧里彭正在販賣剉冰。泰勒絲正在與托德里克和酷男的異想世界舉辦喝茶派對。在另一個旅行拖車內，亞當·藍伯特正在幫艾倫·狄珍妮的右手手臂刺青，刺了「炎熱的夏天」（Cruel Summer）。泰勒絲和其他居民曬日光浴，而忽略了那些抗議者，隨後比莉‧波特穿著一件衣服走到抗議者的前面中間。
最後畫面切換到「流行天后選美賽」（Pop Queen Pageant），參賽者都是知名女歌手，皆是異裝天后飾演，露波拿著一個裝飾著祖母綠和鳶尾花圖案的皇冠，並走到中間，停下來並把皇冠往天空丟。一個砸蛋糕大戰開始，泰勒絲穿著薯條裝往四周看，並看到了凱蒂‧佩芮穿著漢堡裝低頭地看地板，接著泰勒絲和凱蒂互看，泰勒絲對著凱蒂揮手，兩人並走向對方，接著畫面切到萊恩‧雷諾斯正在畫一幅石牆酒吧的水彩畫。畫面切回來砸蛋糕大戰及泰勒絲和凱蒂，泰勒絲和凱蒂兩人微笑地跳舞並互相擁抱，接著泰勒絲唱完歌曲，泰勒絲和凱蒂互看並微笑，之後用一顆愛心結束整個音樂錄影帶。音樂錄影帶結束後，出現了4行字的訊息，內容鼓勵大家簽屬泰勒絲的Change.org請願書，讓美國參議院通過《平等法案》。

## 歌詞錄影帶
泰勒絲在2019年6月14日發行這首歌及這首歌的歌詞錄影帶，歌詞錄影帶有許多彩蛋，包括歌詞的「Glad」改成「GLAAD」以及字只要中間有EA就會特別用不一樣的顏色標註，代表美国《平等法案》的簡寫，這個法案是為了保護LGBT團體。

## 評價
來自《NME》的丹·斯塔布斯（Dan Stubbs）將本曲與《舉世盛名》的激烈和憤怒相比，認為其語言「明顯更為溫和，像是要萎縮一般」，並總結稱此曲是「一種傳染性的，一口大小的流行樂包」。 《成人俱樂部》的Gwen Ihnat寫道，這首歌「清楚而清新地打擊同性戀恐懼症和反同性戀偏見」。 Maeve McDermott和Joshua Bote為《今日美國》撰稿，認為這首歌的進化超過上一首單曲〈我！〉，以及「粉絲可以期待的更有前途的例子」。
在為NBC新聞撰寫的社論中，Michael Arceneaux承認泰勒絲「心懷好意」，但是批評錄影帶中將反同性戀示威者描繪為「貧窮鄉巴佬」的作法。他也認為曲終泰勒絲和凱蒂·佩芮擁抱的場景轉移注意力，減損支持同性戀平權的內涵。《大西洋雜誌》的Spencer Kornhaber指出在現實中，反對LGBT平權人士的示威口號比影片中的「醜惡得多」，且認為「草草將宗教獨斷狂（bigotry）的言行打入「宣洩不滿」是沒有幫助的。
《洛杉磯時報》的米卡爾·伍德也同意這首歌「一個巨大的創意進化，大於前一首單曲〈我！〉」，同時評論「明確的支持同性戀肯定是受歡迎的，但也感到有點憤世嫉俗」。 Pitchfork的米歇爾·金（Michelle Kim）認為，雖然這首歌是「善意的」，並且這個歌詞值得讚揚，但它同時也「令人眼花繚亂，並沒有給人留下深刻印象」。
《Esquire》的賈斯汀·柯克蘭（Justin Kirkland）評論這首歌「忽略了成為LGBTQ的觀點，並藉由等同於將網路仇恨與LGBTQ +個人和社會鬥爭起來」。 Vox的康斯坦斯·格雷迪稱這首歌「令人筋疲力盡」，將這首歌與泰勒絲的第五張專輯《1989》的第二首單曲〈空白〉進行了比較。

## 現場表演
2019年7月10日，泰勒絲在亞馬遜音樂的Prime一天演唱會上首次表演這首歌。

## 獎項
| 年份 | 組織              | 獎項               | 成績 | 參考   |
| ---- | ----------------- | ------------------ | ---- | ------ |
| 2019 | 青少年选择奖      | 最佳夏天歌曲獎     | 提名 | [ 24 ] |
| 2019 | MTV音樂錄影帶大獎 | 年度音樂錄影帶     | 獲獎 | [ 25 ] |
| 2019 | MTV音樂錄影帶大獎 | 年度歌曲           | 提名 | [ 25 ] |
| 2019 | MTV音樂錄影帶大獎 | 最佳夏日歌曲       | 提名 | [ 25 ] |
| 2019 | MTV音樂錄影帶大獎 | 最佳力量頌歌       | 提名 | [ 25 ] |
| 2019 | MTV音樂錄影帶大獎 | 最具正能量錄影帶   | 獲獎 | [ 25 ] |
| 2019 | MTV音樂錄影帶大獎 | 最佳流行樂錄影帶   | 提名 | [ 25 ] |
| 2019 | MTV音樂錄影帶大獎 | 最佳導演           | 提名 | [ 25 ] |
| 2019 | MTV音樂錄影帶大獎 | 最佳藝術執導       | 提名 | [ 25 ] |
| 2019 | MTV音樂錄影帶大獎 | 最佳剪輯           | 提名 | [ 25 ] |
| 2019 | 巴西兒童票選獎    | 最喜愛國際熱門單曲 | 提名 | [ 26 ] |
| 2019 | 全美音樂獎        | 最佳音樂錄影帶     | 獲獎 | [ 27 ] |
| 2020 | 葛萊美獎          | 最佳流行歌手       | 提名 | [ 28 ] |

## 其他版本
2019年8月20日，泰勒絲發行了由英國電子音樂團體潔淨的盜賊混音這首歌的版本。
英國搖滾團體Yonaka於2019年8月翻唱了這首歌，並發行於他們的Spotify Singles。

## 製作人員
資料來源：Tidal 
- 泰勒·斯威夫特：主要聲樂、和聲、詞曲作家、製作人
- 喬爾·立特：製作人、詞曲作家、鼓的編程、鍵盤、錄製工程、錄音室人員
- Serban Ghenea：混音師、錄音室人員
- John Hanes：混音工程、錄音室人員

## 榜單
| 排行榜（2019年）                         | 最高 名次 |
| ---------------------------------------- | --------- |
| 阿根廷（Argentina Hot 100）              | 71        |
| 澳大利亚（澳大利亚唱片业协会單曲榜）     | 3         |
| 奥地利（Ö3四十强单曲榜）                 | 21        |
| 比利时佛兰德（Ultratip榜外單曲榜）       | 2         |
| 比利时瓦隆（Ultratip榜外單曲榜）         | 18        |
| 加拿大（Canadian Hot 100）               | 4         |
| 加拿大（《告示牌》Canada AC）            | 2         |
| 加拿大（《告示牌》Canada CHR）           | 2         |
| 加拿大（《告示牌》Canada Hot AC）        | 2         |
| 中國 (《公告牌》电台外语音乐榜)          | 2         |
| 克羅埃西亞（克羅埃西亞電台榜）           | 19        |
| 獨立國協（Tophit）                       | 95        |
| 捷克（百強數位單曲榜）                   | 8         |
| 愛沙尼亞（爱沙尼亚四十强榜）             | 8         |
| 歐洲（《告示牌》數位歌曲下載榜）         | 3         |
| 法國（法國唱片出版業公會單曲榜）         | 154       |
| 36                                       |           |
| 希臘（國際唱片業協會希臘分會國際單曲榜） | 6         |
| 匈牙利（四十強單曲榜）                   | 3         |
| 匈牙利（四十強串流榜）                   | 8         |
| 冰島（Tonlist）                          | 20        |
| 愛爾蘭（愛爾蘭唱片音樂協會单曲榜）       | 5         |
| 以色列（媒体森林）                       | 18        |
| 義大利（意大利音乐产业联盟）             | 69        |
| 日本（日本百强单曲榜）                   | 23        |
| 黎巴嫩（黎巴嫩官方二十强榜）             | 5         |
| 馬來西亞（馬來西亞唱片業協會）           | 3         |
| 荷兰（荷蘭四十強單曲榜）                 | 26        |
| 荷兰（百强单曲榜）                       | 28        |
| 新西兰（新西兰官方音乐榜）               | 5         |
| 尼加拉瓜 (拉美監控)                      | 14        |
| 挪威（VG-lista單曲榜）                   | 22        |
| 葡萄牙（葡萄牙唱片業協會单曲榜）         | 27        |
| 蘇格蘭（官方榜单公司單曲榜）             | 1         |
| 新加坡（新加坡唱片業協會）               | 7         |
| 斯洛伐克（百強數位單曲榜）               | 8         |
| 西班牙（西班牙音樂製作協會）             | 63        |
| 瑞典（瑞典最熱榜）                       | 35        |
| 瑞士（瑞士热门音乐榜）                   | 22        |
| 英國（官方榜单公司單曲榜）               | 5         |
| 美国（《告示牌》百大單曲榜）             | 2         |
| 美國（《告示牌》成人當代單曲榜）         | 24        |
| 美國（《告示牌》Adult Pop Airplay）      | 10        |
| 美國（《告示牌》Dance/Mix Show Airplay） | 16        |
| 美國（《告示牌》Pop Airplay）            | 9         |
| 美国（《滾石》百大單曲榜）               | 8         |

| 排行榜（2019年）                   | 名次 |
| ---------------------------------- | ---- |
| 澳大利亞（ARIA）                   | 61   |
| 加拿大（加拿大百強單曲榜）         | 28   |
| 美國（《告示牌》百強單曲榜）       | 39   |
| 美國（《告示牌》當代成人單曲榜）   | 36   |
| 美國（《告示牌》成人四十強單曲榜） | 17   |
| 美國（《告示牌》主流四十強單曲榜） | 34   |
| 美国（《滚石》百强单曲榜）         | 47   |

## 認證
| 地區                                                       | 认证 | 认证单位/销量 |
| ---------------------------------------------------------- | ---- | ------------- |
| 澳大利亚（澳大利亚唱片业协会）                             | 白金 | 70,000‡       |
| 新西兰（新西兰唱片音乐协会）                               | 金   | 15,000‡       |
| 英国（英国唱片业协会）                                     | 金   | 400,000‡      |
| *僅含認證的實際銷量 ^僅含認證的出貨量 ‡僅含認證的+實際銷量 |      |               |

## 發行歷史
| 地區 | 日期          | 格式              | 版本             | 唱片公司 | 參考   |
| ---- | ------------- | ----------------- | ---------------- | -------- | ------ |
| 全球 | 2019年6月14日 | 數位下載 串流媒體 | 原版             | 聯眾     | [ 87 ] |
| 英國 | 2019年6月14日 | 當代流行電台      | 原版             | 維京百代 | [ 88 ] |
| 美國 | 2019年6月18日 | 當代流行電台      | 原版             | 聯眾     | [ 89 ] |
| 全球 | 2019年8月20日 | 數位下載 串流媒體 | 潔淨的盜賊混音版 | 聯眾     | [ 90 ] |